# 섹스 테이프 (영화)
《섹스 테이프》(영어: Sex Tape)는 2014년 공개된 미국의 섹스 코미디 영화이다.

## 출연
- 캐머런 디애즈
- 제이슨 시걸
- 롭 코드리
- 엘리 켐퍼
- 롭 로
- 냇 팩슨
- 지젤 아이젠버그
- 서배스천 헤지스 토머스
- 랜들 박
- 잭 블랙 (크레디트 미기재, 카메오)
- 졸린 블레일록
- 데이브 "그루버" 앨런
- 쿠마일 난지아니
- 아티미스 페브다니

## 기타 제작진
- 배역: 애니아 콜로프, 마이클 V. 니컬로